# إسكوركا
بلدية إسكوركا (بالإسبانية: Escorca) هي بلدية تقع في منطقة جزر البليار شرق إسبانيا.

## الديموغرافيا
بلغ عدد سكان بلدية إسكوركا 284 نسمة عام 2011 (وفقاً للمعهد الوطني للإحصاء الإسباني).
| 302 | 308 | 312 | 293 | 290 | 280 | 284 |